# نیمکت

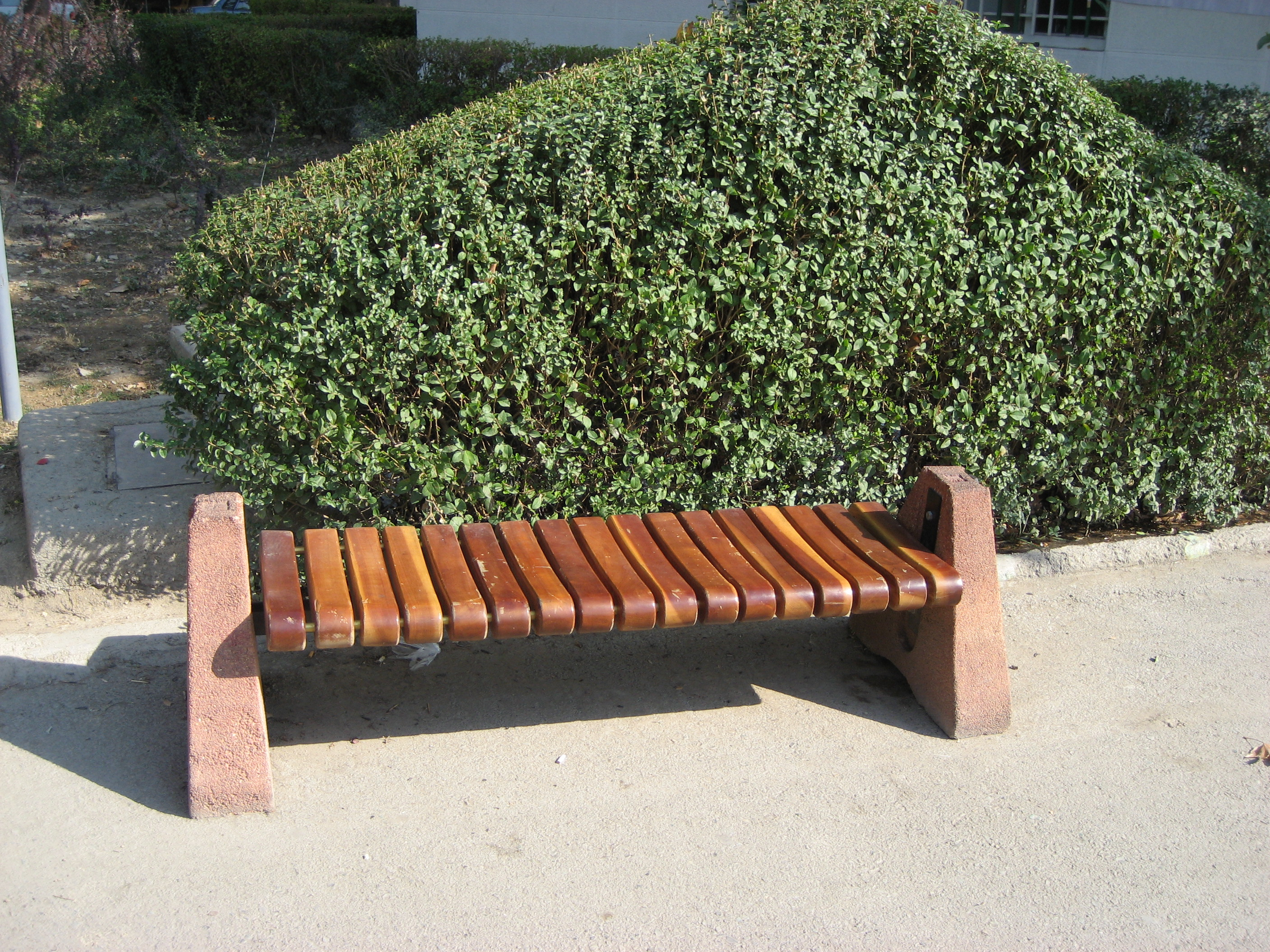
یک نیمکت باز پارک از جنس چوب در پارک المهدی تهران

نیمکَت گونه‌ای نشیمن‌گاه است که برای نشستن بیش از یک نفر جا دارد.
نیمکت‌ها معمولاً چوبی هستند ولی مواد دیگر نیز در ساخت آن ها کاربرد دارند. در پارک‌ها نیمکت‌های سیمانی نیز کار گذاشته می‌شود.
برای ساخت نیمکت های تزیینی با کاربرد خانگی یا کتابخانه‌ها و بیمارستان ها و تمام مکان هایی که از رطوبت در امانند می‌توان از ام دی اف نیز استفاده نمود.